# Руснак Денис Манолійович
Руснак Денис (* 19 січня 1901, Дубівці — 1952) — оперний співак-тенор, брат Ореста Руснака.

## Біографія
Закінчив музичну школу в Чернівцях і згодом там диригував хорами та виступав з власними концертами, виконуючи солоспіви М. Лисенка, Д. Січинського, Я. Степового й ін.
З 1936 жив в Америці.